# FCバルセロナ (ハンドボール)

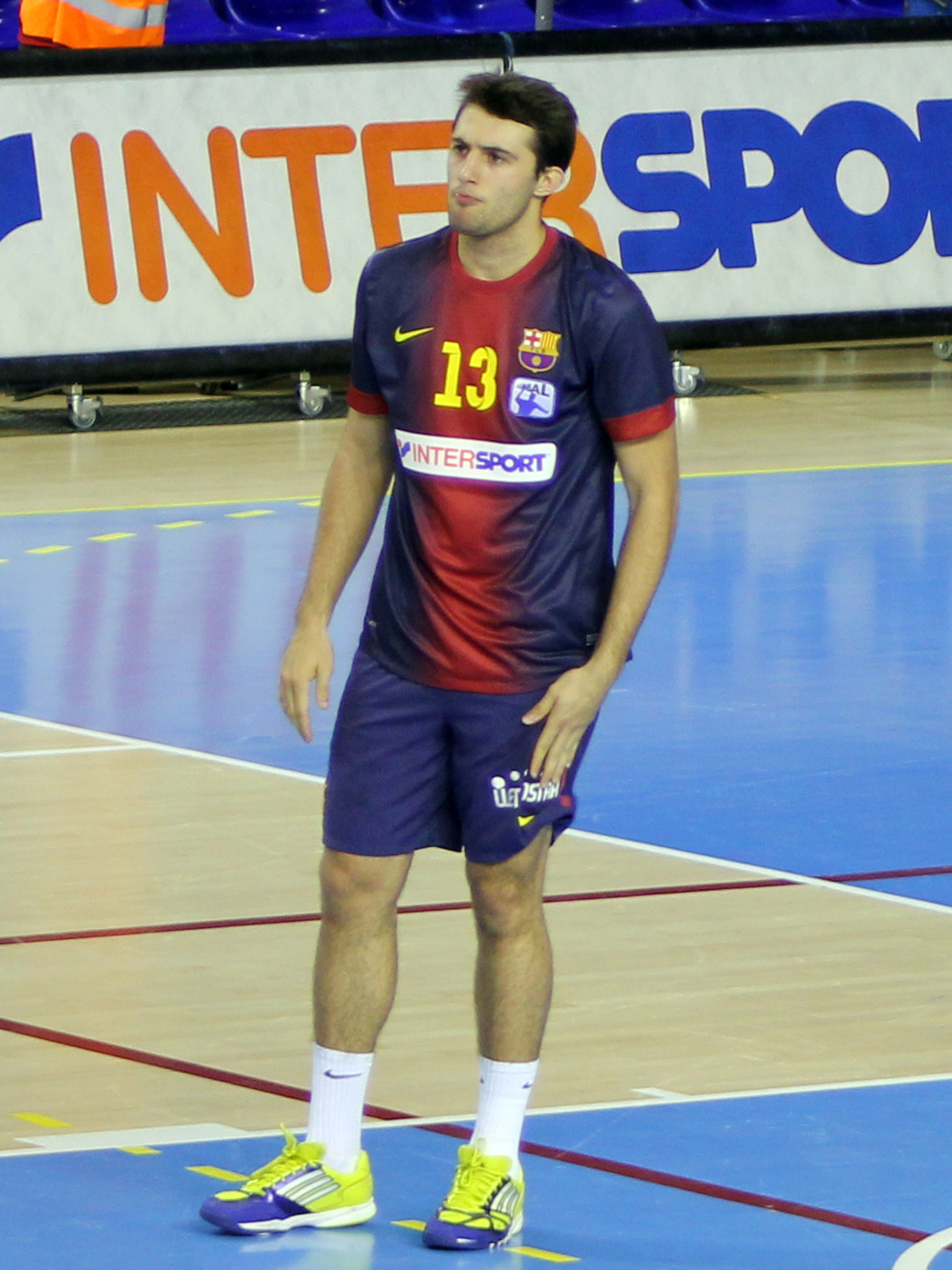
FCバルセロナ・サッカークラブと同じ、青とえんじのユニフォーム（2012年）

フットボール・クラブ・バルセロナ・ハンドボール（西: Fútbol Club Barcelona Handbol）は、スペイン・バルセロナに本拠地を置くハンドボールクラブである。トルコのタイヤメーカーであるラッサ（Lassa）が命名権を取得しており、FCバルセロナ・ラッサ（西: FC Barcelona Lassa）として活動している。
8,250人収容のパラウ・ブラウグラナを本拠地とする。この施設はFCバルセロナのバスケットボール部門、フットサル部門、ローラーホッケー部門の各チームと共同で利用している。

## 歴史
FCバルセロナのハンドボール部門として、エンリケ・ピニェイロ会長時代の1942年11月29日に創設された。当初は11人制で競技を行っており、1950年代後半までサッカーのフィールドを使用していたが、その後は本格的に屋内コートでの7人制を行うようになった。当初はリーガASOBALのタイトルをアトレティコ・マドリードBMやBMグラノリェースなどに占められていたが、1983年から2003年まで指揮したバレーロ・リベラ監督時代には、1995-96シーズンからのEHFチャンピオンズリーグ5連覇をはじめとして、62個ものトロフィーを獲得した。

## 選手・スタッフ

### 現役選手
|                                              | #  | 国                 | Pos. | 選手名                                                         | 備考           |
| -------------------------------------------- | -- | ------------------ | ---- | -------------------------------------------------------------- | -------------- |
|                                              | 1  | スペインの旗       | GK   | ゴンサロ・ペレス・デ・バルガス (Gonzalo Pérez de Vargas)       |                |
| △                                            | 6  | デンマークの旗     | LW   | キャスパー・ウルリク・モーテンセン (Casper Ulrich Mortensen)   | 2018年度加入   |
|                                              | 8  | スペインの旗       | RW   | ビクトル・トマス・ゴンサレス (Víctor Tomás González) ()        |                |
|                                              | 9  | スペインの旗       | CB   | ラウル・エントレリオス・ロドリゲス (Raúl Entrerríos Rodríguez) |                |
|                                              | 10 | マルティニークの旗 | PV   | セドリック・ソルハインド (Cédric Sorhaindo)                    |                |
|                                              | 11 | デンマークの旗     | LB   | ラッセ・アンデルセン (Lasse Andersson)                         |                |
|                                              | 13 | スペインの旗       | LW   | アイトール・アリーニョ (Aitor Ariño)                           |                |
|                                              | 19 | フランスの旗       | LB   | ティモテ・エンゲサン (Timothey N'Guessan)                      |                |
|                                              | 20 | スペインの旗       | RW   | アレイクス・ゴメス (Aleix Gómez)                               |                |
|                                              | 21 | ポーランドの旗     | PV   | カミル・シプシャク (Kamil Syprzak)                             |                |
| △                                            | 22 | ブラジルの旗       | LB   | チアグス・ペトルス (Thiagus Petrus)                            | 2018年度加入   |
|                                              | 23 | スロベニアの旗     | RB   | ユーレ・ドレネク (Jure Dolenec)                                |                |
|                                              | 24 | フランスの旗       | RB   | ディカ・メム (Dika Mem)                                        |                |
| △                                            | 28 | ポルトガルの旗     | LB   | ジルベルト・デュアルテ (Gilberto Duarte)                       | 2018年度加入   |
| △                                            | 29 | セルビアの旗       | LW   | ネマニャ・イリッチ (Nemanja Ilić)                              | 2019年途中加入 |
|                                              | 34 | アイスランドの旗   | CB   | アーロン・パルマーソン (Aron Pálmarsson)                       |                |
| △                                            | 36 | デンマークの旗     | GK   | ケビン・モーラー (Kevin Møller)                                | 2018年度加入   |
| △                                            | 72 | フランスの旗       | PV   | ルドヴィック･ファブレガス (Ludovic Fabregas)                   | 2018年度加入   |
| 2019年5月1日更新 / ○は新人、△は移籍、□は復帰 |    |                    |      |                                                                |                |

### スタッフ
| 役職               | 氏名                                                   |
| ------------------ | ------------------------------------------------------ |
| コーチ             | アントニオ・カルロス・オルテガ (Antonio Carlos Ortega) |
| コーチ補佐         | トマス・スヴェンソン (Oliver Roy)                      |
| コーチ補佐         | コンスタンティン・イグロプロ (Konstantin Igropulo)     |
| 2022年10月14日更新 |                                                        |

## タイトル
- IHFスーパーグローブ: 5回
  - 2013, 2014, 2017, 2018, 2019
- EHFチャンピオンズリーグ: 10回
  - 1990–91, 1995–96, 1996–97, 1997–98, 1998–99, 1999–2000, 2004–05, 2010–11, 2014–15, 2020–21
- EHFカップウィナーズカップ: 5回
  - 1983–84, 1984–85, 1985–86, 1993–94, 1994–95
- EHFカップ: 1回
  - 2002–03
- EHFスーパーカップ(en:EHF Men’s Champions Trophy): 5回
  - 1996-97, 1997-98, 1998-99, 1999-00, 2003-04
- リーガASOBAL: 29回
  - 1968–69, 1972–73, 1979–80, 1981–82, 1985–86, 1987–88, 1988–89, 1989–90, 1990–91, 1991–92, 1995–96, 1996–97, 1997–98, 1998–99, 1999–2000, 2002–03, 2005–06, 2010–11, 2011–12, 2012–13, 2013–14, 2014–15, 2015–16, 2016–17, 2017–18, 2018-19, 2019–20, 2020–21, 2021-22

- コパ・デル・レイ: 26回
  - 1968–69, 1971–72, 1972–73, 1982–83, 1983–84, 1984–85, 1987–88, 1989–90, 1992–93, 1993–94, 1996–97, 1997–98, 1999–2000, 2003–04, 2006-07, 2008-09, 2009–10, 2013-14, 2014-15, 2015-16, 2016–17, 2017–18, 2018–19, 2019-20, 2020-21, 2021-22
- コパASOBAL: 16回
  - 1994–95, 1995–96, 1999–2000, 2000–01, 2001–02, 2009–10, 2011–12, 2012–13, 2013–14, 2014–15, 2015–16, 2016–17, 2017–18, 2018-19, 2019-20, 2020-21
- スーペルコパASOBAL: 24回
  - 1986–87, 1988–89, 1989–90, 1990–91, 1991–92, 1993–94, 1996–97, 1997–98, 1999–2000, 2000–01, 2003–04, 2006–07, 2008–09, 2009–10, 2012–13, 2013–14, 2014–15, 2015–16, 2016–17, 2017–18, 2018–19, 2019–20, 2020-21, 2021-22
- スペイン選手権: 6回
  - 1944-45, 1945–46, 1946–47, 1948–49, 1950–51, 1956–57
- カタルーニャ選手権: 10回
  - 1943-44, 1944–45, 1945–46, 1946–47, 1948–49, 1950–51, 1953–54, 1954–55, 1956–57, 1957–58
- カタルーニャリーグ: 12回
  - 1981–82, 1982–83, 1983–84, 1984–85, 1986–87, 1987–88, 1990–91, 1991–92, 1992–93, 1993–94, 1994–95, 1996–97
- ピレネーリーグ: 12回
  - 1997-98, 1998-99, 1999-00, 2000-01, 2001-02, 2003-04, 2005-06, 2006-07, 2007-08, 2009-10, 2010-11, 2011-12

## 歴代所属選手
- イニャキ・ウルダンガリン 1986 - 2000
- ダビド・バルフェ(en:David Barrufet) 1988 - 2006
- エンリク・マシップ (en:Enric Masip) 1990 - 2002
- イケル・ロメロ 2003 -